# 니이자토 료
니이자토 료(일본어: 新里 涼, 1995년 9월 3일~)는 일본의 축구 선수이다.

## 구단 경력
그는 2018년 J1리그의 V-파렌 나가사키에 입단했다. 2018년후 J2리그에 강등했다. 2020년 J2리그의 미토 홀리호크로 이적했다. 2023년까지 89경기에 출전하여, 6득점을 넣었다. 2024년 J3리그의 이와테 그루자 모리오카로 이적했다.